# Bernard Mensah
Bernard Mensah (ur. 17 października 1994 w Akrze) – ghański piłkarz występujący na pozycji pomocnika w saudyjskim klubie Al-Tai FC. W swojej karierze grał także w Vitórii. W 2015 roku zadebiutował w reprezentacji Ghany.